# Liste der Monuments historiques in Autruche
Die Liste der Monuments historiques in Autruche führt die Monuments historiques in der französischen Gemeinde Autruche auf.

## Liste der Immobilien
| Bezeichnung       | Beschreibung                                | Standort                 | Kennzeichnung | Schutzstatus | Datum | Bild           |
| ----------------- | ------------------------------------------- | ------------------------ | ------------- | ------------ | ----- | -------------- |
| Kirche St-Nicolas | aus der zweiten Hälfte des 16. Jahrhunderts | Place de l’Église (Lage) | PA00078337    | Inscrit      | 1980  | weitere Bilder |

## Liste der Objekte
| Bezeichnung               | Beschreibung                                   | Standort                        | Kennzeichnung | Schutzstatus | Datum | Bild |
| ------------------------- | ---------------------------------------------- | ------------------------------- | ------------- | ------------ | ----- | ---- |
| Skulptur Maria Immaculata | Stein, 17. Jahrhundert                         | in der Kirche St-Nicolas (Lage) | PM08000037    | Classé       | 1970  |      |
| Sechs Heiligenskulpturen  | Holz, farbig gefasst, 17. oder 18. Jahrhundert | in der Kirche St-Nicolas (Lage) | PM08000038    | Classé       | 1970  |      |